# South of Death Valley
South of Death Valley è un film del 1949 diretto da Ray Nazarro.
È un western statunitense con Charles Starrett, Gail Davis e Fred F. Sears. Fa parte della serie di film western della Columbia incentrati sul personaggio di Durango Kid.

## Produzione
Il film, diretto da Ray Nazarro su una sceneggiatura di Earle Snell e un soggetto di James Gruen, fu prodotto da Colbert Clark per la Columbia Pictures e girato nell'Iverson Ranch a Chatsworth, Los Angeles, California, dal 6 al 13 aprile 1949.

## Distribuzione
Il film fu distribuito negli Stati Uniti dall'8 agosto 1949 al cinema dalla Columbia Pictures.
Altre distribuzioni:
- in Brasile (Vereda da Morte)
- nel Regno Unito (River of Poison)

## Promozione
Le tagline sono:
- GUNNING For Hidden GOLD and Lurking KILLERS!
- SMOKING OUT A GOLD-THIEVING KILLER!
- Starrett's a two-gun terror! Smiley's a hit tune riot!